# Katie Volynets
Katie Volynets, née le 31 décembre 2001 à Walnut Creek, aux États-Unis, est une joueuse américaine de tennis professionnelle. Ses deux parents sont ukrainiens,.

## Carrière professionnelle
Elle débute sur le circuit WTA lors de l'US Open 2019 grâce à une wild-card obtenue à la suite de sa victoire lors de l'USTA Girls 18s National Championships. 
Elle perd au 1er tour face à la future vainqueure, la Canadienne Bianca Andreescu.
En 2021, elle se qualifie pour la première fois à Wimbledon. Elle reçoit ensuite une wildcard pour le tableau principal de l'US Open.
En octobre, elle fait ses débuts au niveau WTA 1000, en recevant également une wildcard, pour le tournoi d'Indian Wells.
Volynets joue de nouveau à Indian Wells en 2022, encore en tant que wildcard, et enregistre sa première victoire au niveau WTA 1000 contre la Néerlandaise Arantxa Rus. Elle remporte ensuite le USTA Wildcard Challenge pour Roland-Garros où elle enregistre sa première victoire en Grand Chelem contre la Suissesse Viktorija Golubic.
En janvier 2023, elle passe les 3 tours de qualification de l'Open d'Australie 2023 et parvient au 3e tour du tableau principal en éliminant la no 9 mondiale, la Russe Veronika Kudermetova,. Elle est ensuite battue par la Chinoise Zhang Shuai. Cette performance lui permet d'intégrer le Top100 mondial fin janvier 2023.
En mars, elle parvient en demi-finale du tournoi WTA250 d'Austin. 
A nouveau invitée à Indian Wells en 2024, elle élimine successivement la Russe Mirra Andreeva et la N°6 mondiale, la Tunisienne Ons Jabeur pour atteindre le troisième tour d'un WTA 1000 pour la première fois à ce niveau. Elle est battue ensuite par la Danoise Caroline Wozniacki.
Le 9 juin 2024, elle remporte le tournoi WTA 125 de Makarska en battant en finale l’Égyptienne Mayar Sherif.

## Palmarès

### Titre en simple en WTA 125
| No | Date       | Nom et lieu du tournoi  | Catégorie | Dotation  | Surface      | Finaliste    | Score         |          |
| -- | ---------- | ----------------------- | --------- | --------- | ------------ | ------------ | ------------- | -------- |
| 1  | 04-06-2024 | Makarska Open, Makarska | WTA 125   | 115 000 $ | Terre (ext.) | Mayar Sherif | 3-6, 6-2, 6-1 | Parcours |

### Finale en simple en WTA 125
| No | Date       | Nom et lieu du tournoi     | Catégorie | Dotation  | Surface      | Vainqueure  | Score         |          |
| -- | ---------- | -------------------------- | --------- | --------- | ------------ | ----------- | ------------- | -------- |
| 1  | 14-04-2025 | Oeiras Ladies Open, Oeiras | WTA 125   | 115 000 $ | Terre (ext.) | Dalma Gálfi | 4-6, 6-1, 6-2 | Parcours |

## Parcours en Grand Chelem

### En simple dames
| Année | Open d'Australie | Open d'Australie    | Internationaux de France | Internationaux de France | Wimbledon       | Wimbledon              | US Open         | US Open          |
| ----- | ---------------- | ------------------- | ------------------------ | ------------------------ | --------------- | ---------------------- | --------------- | ---------------- |
| 2019  | —                | —                   | —                        | —                        | —               | —                      | Q1              | Bianca Andreescu |
|       |                  |                     |                          |                          |                 |                        |                 |                  |
| 2021  | —                | —                   | —                        | —                        | 1er tour (1/64) | Irina-Camelia Begu     | 1er tour (1/64) | Ajla Tomljanović |
| 2022  | 1er tour (1/64)  | Beatriz Haddad Maia | 2e tour (1/32)           | Elena Rybakina           | Q2              | Priscilla Hon          | Q1              | Yuan Yue         |
| 2023  | 3e tour (1/16)   | Zhang Shuai         | 1er tour (1/64)          | Liudmila Samsonova       | 1er tour (1/64) | Caroline Garcia        | 1er tour (1/64) | Wang Xinyu       |
| 2024  | 1er tour (1/64)  | Anna Kalinskaya     | 2e tour (1/32)           | Markéta Vondroušová      | 2e tour (1/32)  | Barbora Krejčíková     | 1er tour (1/64) | Karolína Muchová |
| 2025  | 1er tour (1/64)  | Rebecca Šramková    | 1er tour (1/64)          | Joanna Garland           | 2e tour (1/32)  | Elisabetta Cocciaretto |                 |                  |

N.B. : à droite du résultat se trouve le nom de l'ultime adversaire.

### En double dames
| Année | Open d'Australie | Open d'Australie | Internationaux de France                                                          | Internationaux de France | Wimbledon | Wimbledon | US Open                                                                          | US Open |
| ----- | ---------------- | ---------------- | --------------------------------------------------------------------------------- | ------------------------ | --------- | --------- | -------------------------------------------------------------------------------- | ------- |
| 2024  | —                | —                | —                                                                                 | —                        | —         | —         | 1er tour (1/32) K. Baindl \|\| style="text-align:left;" \| M. Kostyuk E.-G. Ruse |         |
| 2025  | —                | —                | 1er tour (1/32) Q. Gleason \|\| style="text-align:left;" \| R. Šramková V. Tomova |                          |           |           |                                                                                  |         |

N.B. : le nom de la partenaire se trouve sous le résultat ; les noms des ultimes adversaires se trouvent à droite.

### En double mixte
| Année | Open d'Australie | Open d'Australie | Internationaux de France | Internationaux de France | Wimbledon                                                                  | Wimbledon | US Open | US Open |
| ----- | ---------------- | ---------------- | ------------------------ | ------------------------ | -------------------------------------------------------------------------- | --------- | ------- | ------- |
| 2024  | —                | —                | —                        | —                        | 2e tour (1/8) R. Ram \|\| style="text-align:left;" \| A. Barnett M. Willis |           |         |         |

N.B. : le nom du partenaire se trouve sous le résultat ; les noms des ultimes adversaires se trouvent à droite.

## Parcours en WTA 1000
Les tournois WTA « Premier Mandatory » et « Premier 5 » (entre 2009 et 2020) et WTA 1000 (à partir de 2021) constituent les catégories d'épreuves les plus prestigieuses, après les quatre levées du Grand Chelem. 

De 2009 à 2023, les tournois Premier Mandatory (dits tournois WTA 1000 obligatoires entre 2021 et 2023) regroupent Indian Wells, Miami, Madrid et Pékin, les autres constituant les tournois Premier 5 (tournois WTA 1000 non-obligatoires). À partir de 2024, le nombre de tournois WTA 1000 passe à 10 par saison (fin de l’alternance Doha / Dubaï), ces derniers devenant tous obligatoires et offrant tous 1000 points à la vainqueure (contre 900 points précédemment pour les tournois Premier 5).

### En simple dames
| Année |       |                             |         |                             |                           |                                |                             |                            |                             |                         |  |                             |
| Doha  | Dubaï | Indian Wells                | Miami   | Madrid                      | Rome                      | Canada                         | Cincinnati                  | Pékin                      |                             | Wuhan                   |  |                             |
| Doha  | Dubaï | Indian Wells                | Miami   | Madrid                      | Rome                      | Canada                         | Cincinnati                  | Pékin                      | Guadalajara                 |                         |  |                             |
| Doha  | Dubaï | Indian Wells                | Miami   | Madrid                      | Rome                      | Canada                         | Cincinnati                  | Pékin                      |                             |                         |  |                             |
| 2021  |       | WTA 500                     |         | 1er tour (1/64) P. Martić   |                           |                                |                             |                            |                             | Annulé                  |  | Annulé                      |
| 2022  |       |                             | WTA 500 | 2e tour (1/32) D. Kasatkina |                           |                                |                             |                            |                             | Hors calendrier         |  |                             |
| 2023  |       | WTA 500                     |         | 1er tour (1/64) S. Rogers   |                           | 1er tour (1/64) L. Fruhvirtová | 1er tour (1/64) S. Cîrstea  |                            |                             |                         |  |                             |
| 2024  |       |                             |         | 3e tour (1/16) C. Wozniacki | 2e tour (1/32) J. Paolini |                                | 2e tour (1/32) A. Sabalenka | 1er tour (1/32) E. Mertens |                             | 3e tour (1/16) N. Osaka |  | 1er tour (1/32) A. Potapova |
| 2025  |       | 1er tour (1/32) M. Andreeva |         | 1er tour (1/64) A. Krueger  | 1er tour (1/64) A. Eala   | 2e tour (1/32) D. Shnaider     | 2e tour (1/32) C. Tauson    | 1er tour (1/64) A. Ito     | 1er tour (1/64) V. Gracheva |                         |  |                             |

Sous le résultat, l’ultime adversaire.
1. 1 2   Les tournois de Doha et Dubaï alternent le statut de tournoi WTA 1000 (ex Premier 5) entre 2009 et 2023 : les trois premières éditions ont lieu à Dubaï, les trois suivantes à Doha, puis Dubaï accueille le tournoi de cette catégorie les années impaires et Dubaï les années paires. De 2011 à 2023, la ville qui n’accueille pas de WTA 1000 organise à la place un tournoi WTA 500 (ex Premier).
2. 1 2 3 4 5 6 7   L’ordre de déroulement des tournois a évolué depuis 2009 : Rome se dispute avant Madrid et Cincinnati avant Montréal/Toronto jusqu’en 2010, tandis que Tokyo (2009-2013)-Wuhan (2014-2019, 2024-)-Guadalajara (2022-2023) ont lieu avant Pékin jusqu’en 2023.
3. 1 2  Du fait de la pandémie de Covid-19, les tournois d’Indian Wells, de Miami, de Madrid, du Canada, de Wuhan et de Pékin sont annulés en 2020. Ces deux derniers le sont également en 2021. Pour des raisons d’organisation, le tournoi de Cincinnati 2020 a exceptionnellement lieu à Flushing Meadows à New York.
4. ↑  Le 1er décembre 2021, le président de la WTA, Steve Simon, annonce que tous les tournois prévus en Chine et à Hong Kong sont suspendus à partir de 2022, en raison de préoccupations concernant la sécurité et le bien-être de la joueuse de tennis chinoise Peng Shuai après ses allégations de relations sexuelles non-consenties avec Zhang Gaoli, membre de haut rang du Parti communiste chinois. Le tournoi de Pékin revient en 2023. Le tournoi de Guadalajara remplace celui de Wuhan pendant deux ans, ce dernier réapparaissant en 2024.

## Classements WTA en fin de saison
| Année          | 2018 | 2019 | 2020 | 2021 | 2022 | 2023 | 2024 |
| Rang en simple | 743  | 433  | 315  | 178  | 110  | 109  | 62   |
| Rang en double | –    | –    | 805  | 573  | 600  | 729  | 715  |

Source : (en) Classements de Katie Volynets sur le site officiel de la Fédération internationale de tennis

## Records et statistiques

### Victoires sur le top 10
Ce sont toutes ses victoires sur des joueuses classées dans le top 10 de la WTA, le classement étant celui en vigueur lorsque la rencontre a eu lieu.
| Légende         |
| Grand Chelem    |
| Jeux olympiques |
| Masters         |
| WTA 1000        |
| Elite Trophy    |
| WTA 500         |
| WTA 250         |
| Fed Cup         |

| # |        |  | Tournoi          | Année | Surface |  | Adversaire           | Rang | Tour | Score         | Tableau |
| - | ------ |  | ---------------- | ----- | ------- |  | -------------------- | ---- | ---- | ------------- | ------- |
| 1 | no 113 |  | Open d'Australie | 2023  | Dur     |  | Veronika Kudermetova | no 8 | 1/64 | 6–4, 2–6, 6–2 | Tableau |
| 2 | no 131 |  | Indian Wells     | 2024  | Dur     |  | Ons Jabeur           | no 6 | 1/32 | 6-4, 6-4      | Tableau |